# Gare d'Uto
Pour les articles homonymes, voir Uto (homonymie).
La gare d'Uto (宇土駅, Uto-eki) est une gare ferroviaire de la ville d'Uto, dans la préfecture de Kumamoto au Japon. Elle est exploitée par la compagnie JR Kyushu.

## Situation ferroviaire
La gare d'Uto est située au point kilométrique (PK) 207,5 de la ligne principale Kagoshima. Elle marque le début de la ligne Misumi.

## Histoire
La gare a été inaugurée le 28 janvier 1895.

## Service des voyageurs

### Accueil
La gare dispose d'un bâtiment voyageurs ouvert tous les jours, avec des guichets et des automates pour l'achat de titres de transport.

### Desserte
- Ligne principale Kagoshima :
  - voie 1 : direction Kumamoto et Ōmuta
  - voie 2 : direction Yatsushiro

- Ligne Misumi:
  - voie 2 : direction Misumi